# Guelwongo I
Ne doit pas être confondu avec Guelwongo II.
Guelwongo I est une commune rurale située dans le département de Ziou de la province du Nahouri dans la région du Centre-Sud au Burkina Faso.

## Géographie
Guelwongo I – qui forme un ensemble avec Guelwongo II – se trouve 2 km au sud-ouest de Ziou sur la route régionale 15. La commune est située sur la frontière entre le Burkina Faso et le Ghana (à moins de 500 m) dont elle constitue un point de passage important pour la province du Nahouri.

## Économie
Du fait de sa position près du Ghana, l'économie de la ville est principalement axée sur les échanges marchands.

## Santé et éducation
Le centre de soins le plus proche de Guelwongo I est le centre de santé et de promotion sociale (CSPS) de Guelwongo II tandis que le centre médical (CMA) le plus proche se trouve à Pô.